# Distretto di Yuen Long
Il distretto di Yuen Long (o Yuen Long District, in cinese semplificato 元朗区, in cinese tradizionale 元朗區, in mandarino pinyin Yuánlǎng Qū) è uno dei 18 distretti di Hong Kong, in Cina.